# Niamh O’Sullivan
Niamh Caitríona O’Sullivan (* 9. November 1994 in Cork) ist eine irische Opern- und Konzertsängerin in der Stimmlage Mezzosopran.

## Leben

### Ausbildung und erste Auftritte
Niamh O’Sullivan sammelte erste Erfahrung im Musiktheater am Cork Arts Studio, wo sie von Mary Hegarty unterrichtet und zum Studium des klassischen Gesangs ermutigt wurde. Anschließend studierte sie Gesang an der Royal Irish Academy of Music in Dublin bei Veronica Dunne. Von 2016 bis 2018 war sie Mitglied des Opernstudios der Bayerischen Staatsoper und wirkte in diesem Rahmen an Konzerten sowie den Produktionen von Gian Carlo Menottis The Consul und Viktor Ullmanns Der zerbrochene Krug mit, außerdem in kleineren Rollen an zahlreichen Aufführungen im Nationaltheater München. Seit Januar 2019 arbeitet sie mit der Gesangspädagogin Christiane Iven. Im Rahmen der Münchner Opernfestspiele 2019 trat sie als Solistin bei der Performance Selbstermächtigung in der Alten Pinakothek und mit Edward Elgars Sea Pictures beim Konzert des Attacca Jugendorchesters der Bayerischen Staatsoper im Prinzregententheater auf.

### Entwicklung als Opernsängerin
Seit 2020 wirkt sie überwiegend in ihrer irischen Heimat und fand dort 2022 als Asteria in der mit dem Olivier Award 2022 ausgezeichneten Tourneeproduktion der Irish National Opera von Antonio Vivaldis Bajazet Beachtung. Daraus ergab sich auch die Gelegenheit für ihr Debüt im Linbury Theatre des Royal Opera House London, wo sie sich 2023 als Wellgunde in Das Rheingold auch auf der großen Bühne vorstellte. In diesem Jahr debütierte sie auch in einer Tourneeproduktion der Irish National Opera als Charlotte in Werther von Jules Massenet und stellte damit erstmals eine große Mezzosopranpartie in einer Oper des 19. Jahrhunderts dar.

### Rollendebüts (Auswahl)
| Debüt in  | Rolle                                     | Spielstätte                                            |
| --------- | ----------------------------------------- | ------------------------------------------------------ |
| März 2017 | Sekretärin (The Consul)                   | Bayerische Staatsoper (Cuvilliéstheater)               |
| Nov. 2018 | Maddalena (Rigoletto)                     | Cork Operatic Society                                  |
| Juni 2019 | Flora Bervoix (La traviata)               | Bayerische Staatsoper                                  |
| Nov. 2019 | Tisbe (La Cenerentola)                    | Irish National Opera, Bord Gáis Energy Theatre, Dublin |
| Okt. 2021 | Alva (The First Child (Donnacha Dennehy)) | Dublin Theatre Festival, O’Reilly Theatre              |
| Okt. 2021 | Paulina (Ein Wintermärchen (Goldmark))    | Wexford Festival Opera                                 |
| Jan. 2022 | Asteria (Bajazet)                         | Tournee der Irish National Opera                       |
| März 2022 | Mercedes (Carmen)                         | Bord Gáis Energy Theatre, Dublin                       |
| Apr. 2022 | Wellgunde (Das Rheingold)                 | Opernhaus Zürich                                       |
| Okt. 2022 | Mirza (Lalla-Roukh (Félicien David))      | Wexford Festival Opera                                 |
| Apr. 2023 | Charlotte (Werther)                       | Tournee der Irish National Opera                       |
| Juli 2023 | Wellgunde (Götterdämmerung)               | Opernhaus Zürich                                       |
| Mai 2025  | Octavian (Der Rosenkavalier)              | Théatre des Champs-Élysées                             |

### Wirken im Konzertsaal
Zu ihrem Repertoire als Oratoriensängerin zählen die Altsolopartien des Requiems von Wolfgang Amadeus Mozart, des Stabat Mater von Giovanni Battista Pergolesi und des Messiah von Georg Friedrich Händel sowie die Partie des Kain in Alessandro Scarlattis Il primo omicidio. Als Liedsängerin interpretiert sie u. a. deutschsprachige Lieder der Romantik wie auch englisches Repertoire, darunter die Sea Pictures von Edward Elgar.

## Preise und Auszeichnungen
- Finalistin in beiden Wertungen (Liederabend und Galakonzert) beim Europäischen Operngesangswettbewerb Debut, Weikersheim, 2020[28]
- Trude Eipperle Rieger-Preis für Gesangstalente, 2020[29][30]